# Luigi Stringa
Luigi Stringa (Genova, 22 marzo 1939 – Monaco, 16 maggio 2000) è stato un fisico italiano specializzato nel campo dell'intelligenza artificiale.

## Biografia
Laureato in fisica presso l'Università di Genova ed entrato in Elsag (Genova) nel 1969 come ricercatore, fu nominato dapprima direttore di divisione, poi direttore centrale, ed infine, nel 1979 vice-direttore generale. Diresse il progetto del primo processore parallelo commerciale, con l'applicazione di pattern recognition: EMMA (Elaboratore Multi Mini Associativo).  
Una delle applicazioni più significative per Elsag è stato SARI (Sistema Automatico di Riconoscimento Indirizzi), uno dei primi sistemi di riconoscimento di caratteri implementato per lo smistamento della posta tramite la lettura del codice di avviamento postale e la sua transcodifica in una serie di barrette verticali fluorescenti. 
Nel 1980 divenne direttore generale della Selenia e nel 1983 ricoprì la carica di amministratore delegato del gruppo Selenia-Elsag che contava più di 12.000 dipendenti.
Chiamato da Bruno Kessler, nel 1985 lasciò Elsag per diventare direttore dell'ITC-irst, l'Istituto per la Ricerca Scientifica e Tecnologica di Trento, facente capo all'ITC, ora ristrutturato nella Fondazione Bruno Kessler, che sotto la sua direzione è diventato uno dei maggiori centri della ricerca in intelligenza artificiale in Italia. In quel periodo, MAIA, una piattaforma dimostrativa dotata di intelligenza distribuita e di robot, era il progetto centrale della attività di ricerca della divisione di Intelligenza Artificiale dell'Irst.
Tuttavia, anche a seguito della scomparsa di Bruno Kessler, nel 1994 si consumò la rottura tra Luigi Stringa e la Provincia di Trento: il direttore fu invitato a lasciare l'Irst per una visione ritenuta troppo ambiziosa e orientata all'eccellenza scientifica internazionale, a scapito di un impatto più concreto e immediato sul territorio. 
L'allontanamento, tuttavia, non fermò la sua carriera: Stringa proseguì la sua attività come consulente, arricchendo il mondo scientifico con numerosi articoli, brevetti e un costante impegno nella divulgazione scientifica.
Era professore a contratto presso l'Università degli Studi di Trento.